# Orde de l'Estel de la Solidaritat Italiana
L'Ordine della Stella della Solidarietà Italiana (Orde de l'Estel de la Solidaritat Italiana) és una condecoració honorària la República Italiana.

## Història
L'orde va ser instituït pel decret 703 de 27 de gener de 1947 per mandat del cap provisional de l'Estat, i reformat pel decret legislatiu 812 de 9 de març de 1948, a favor de tots aquells que, siguin italians a l'estranger o estrangers, hagin contribuït especialment a la reconstrucció d'Itàlia després de la Segona Guerra Mundial.
El president de la República Italiana és el representant de l'Orde, assistit per un consell de quatre membres, i encapçalat pel ministre italià d'afers exteriors.
Amb la llei número tretze del 3 de febrer de 2011, l'orde va ser reformat i reanomena com a Ordine della Stella d'Itàlia (Orde de l'Estel d'Itàlia).
La condecoració pot obtenir-se mitjançant un decret del president de la República Italiana, o a proposta del ministre italià d'Afers Exteriors.

## Honors
L'Orde de l'Estel de la Solidaritat Italiana preveu tres classes:
|                  |           |              |
| Galó (1947-2001) |           |              |
| Cavaller         | Comanador | Gran Oficial |

|                  |           |              |
| Galó (2001-2011) |           |              |
| Cavaller         | Comanador | Gran Oficial |